# Polypodium furfuratum
Polypodium furfuratum là một loài dương xỉ trong họ Polypodiaceae. Loài này được Sess mô tả khoa học đầu tiên năm 1894.
Danh pháp khoa học của loài này chưa được làm sáng tỏ. 